# Herb Czarnkowa
Herb Czarnkowa – jeden z symboli miasta Czarnków w postaci herbu. Herb używany jest od XVI wieku.

## Wygląd i symbolika
Herb przedstawia na czerwonej tarczy związaną chustę (nałęczkę) srebrną. Tarcza opasana jest złotą bordiurą, nad nią złota corona muralis.
Herb nawiązuje do herbu rodziny Czarnkowskich, założycieli miasta – Nałęcz. 